# Gnaphosa nordlandica
Espèce
Gnaphosa nordlandica est une espèce d'araignées aranéomorphes de la famille des Gnaphosidae.

## Distribution
Cette espèce est endémique de Norvège. Elle a été découverte à Hattfjelldal dans le comté de Nordland,.

## Description
La femelle mesure 10 mm.

## Étymologie
Son nom d'espèce lui a été donné en référence au lieu de sa découverte,  le comté de Nordland.

## Publication originale
- Strand, 1900 : Zur Kenntnis der Arachniden Norwegens. Kongelige norske Videnskabers Selskabs Skrifter, vol. 1900, no 2, p. 1-46.